# 23 Pułk Piechoty Honwedu
23 Pułk Piechoty Honwedu (HonvIR 23, HIR.23) – pułk piechoty królewsko-węgierskiej Obrony Krajowej.  
Pułk został utworzony w 1886 roku. Okręg uzupełnień – Sybin (rum. Sibiu, węg. Nagyszeben, niem. Hermannstadt).
Kolory pułkowe: szary (niem. schiefergrau), guziki złote. Skład narodowościowy w 1914 roku 25% – Niemcy, 69% – Rumunii. 
Komenda pułku oraz I batalion stacjonowała w Sybinie, II batalion w Deva (węg. Déva, niem. Diemrich), natomiast III batalion w Fogarasz (rum. Făgăraș, węg. Fogaras, niem. Fugreschmarkt).
W 1914 roku wszystkie bataliony walczyły na froncie wschodnim. Bataliony wchodziły w skład 76 Brygady Piechoty Honwedu należącej do 38 Dywizji Piechoty Honwedu, a ta z kolei do XII Korpusu 2 Armii.

## Dowódcy pułku
- płk Desiderius Szotak (1914[3])